# Chester Burleigh Watts
Chester Burleigh Watts (Winchester, Indiana, 27 oktober 1889 - 17 juli 1971) was een Amerikaans astronoom.

## Biografie
Watts studeerde astronomie aan de Universiteit van Indiana. In 1911 sloot hij zich aan bij de United States Naval Observatory (USNO), maar hij keerde tijdelijk terug naar Indiana om weer te gaan studeren en behaalde in 1914 de graad van Bachelor of Arts. Bij de USNO werkte hij in de Six-Inch Transit Circle Division. 
Met een korte onderbreking van 1915 tot 1919, toen hij werkte in de Time Service Division, bleef hij zijn hele verdere loopbaan verbonden aan de Six-Inch Transit Circle Division. In 1934 werd hij directeur van deze afdeling, die hij nog 25 jaar zou blijven leiden.
In de jaren 40 wijdde hij zich aan de tijdrovende taak de rand van de Maan in kaart te brengen, dat wil zeggen alle verschijningsvormen van de Maan die het gevolg zijn van libratie. Zijn onderzoek was gebaseerd op een 700-tal foto's van de Maan die tussen 1927 en 1956 waren genomen. De resultaten van dit onderzoek werden gepubliceerd in deel 17 van de Astronomical Papers of the American Emphemeris.
Hij ging in 1959 met pensioen maar bleef toch nog enkele jaren werken. 
Hij was getrouwd met Ada en had één zoon, Chester B.

## Eerbetoon
- Watts ontving in 1953 een eredoctoraat van de Universiteit van Indiana.
- In 1955 kreeg hij de James Craig Watson Medal van de National Academy of Sciences voor zijn verdiensten op het gebied van de astronomie.
- De maankrater Watts en de planetoïde 1798 Watts zijn naar hem vernoemd.

## Bron
- Scott, Francis Patrick, "Obituary: In memoriam C.B. Watts: 27 October 1889 - 17 July 1971", The Moon, vol. 6, nos. 3/4, 1973, p. 233-234.

- Library of Congress Control Number: no2008059731
- SNAC: w66d8rfs
- Virtual International Authority File: 12115312
- WorldCat: E39PBJm4TG3WJWw3H8QV7qFR8C